# NGC 6889
NGC 6889 est une galaxie spirale barrée située dans la constellation du Télescope. Sa vitesse par rapport au fond diffus cosmologique est de 2 414 ± 9 km/s, ce qui correspond à une distance de Hubble de 35,6 ± 2,5 Mpc (∼116 millions d'al). NGC 6889 a été découverte par l'astronome britannique John Herschel en 1836.
La classe de luminosité de NGC 6889 est II-III et elle présente une large raie HI.
À ce jour, trois mesures non basées sur le décalage vers le rouge (redshift) donnent une distance de 35,333 ± 0,902 Mpc (∼115 millions d'al), ce qui est à l'intérieur des valeurs de la distance de Hubble.